# Kimberly Beck
Kimberly Beck (* 27. Dezember 1985 in Atlanta, Georgia, Vereinigte Staaten) ist eine US-amerikanische Basketballspielerin. Zurzeit spielt sie für die Seattle Storm in der WNBA.

## Karriere

### College (2004 bis 2008)
Beck studierte von 2004 bis 2008 an der George Washington University. In dieser Zeit spielte sie auch für die Damen-Basketballmannschaft der Universität, den Colonials. In ihrer Freshman-Saison erzielte sie durchschnittlich 5,1 Assists und 8 Punkte pro Spiel. Durch diese gute Leistung wurde sie zum Atlantic 10 Rookie of the Year ernannt. g wurde sie für die U-19 Basketballnationalmannschaft der Vereinigten Staaten nominiert.
In ihrer Sophomore-Saison erzielte Beck durchschnittlich 5,5 Assists und 11,4 Punkte pro Spiel. Außerdem konnte sie ihr Verhalten in der Defensive weiter verbessern, was ihr eine Nominierung in das All-Atlantic 10 All-Defensive Team einbrachte. Des Weiteren wurde Beck erstmals in das All-Atlantic 10 First Team gewählt.
In ihrer Junior-Saison hielt sie mit einem Schnitt von 5,3 Assists und 11,3 Punkten pro Spiel ungefähr ihren Schnitt aus der vorherigen Saison. Am Ende dieser Saison wurde sie wieder in das All-Atlantic 10 All-Defensive Team und All-Atlantic 10 First Team gewählt. Wegen ihrer abermaligen guten Leistungen in der Defensive wurde sie auch zum Atlantic 10 Defensive Player of the Year gewählt.
In ihrer Senior-Saison wurde sie mit einem Schnitt von 12,8 Punkten und 6,2 Assists pro Spiel zum Atlantic 10's Player of the Year ernannt.
Beck stand in allen 128 Spielen in der Startformation der Colonials.

### WNBA (seit 2008)
Beck wurde im WNBA Draft 2008 von den Seattle Storm in der dritten Runde und an der insgesamt 36. Stelle ausgewählt. Zunächst wurde Beck in das Trainingslager der Storm eingeladen. Am 16. Mai 2008 wurde sie schließlich offiziell in den Kader der Storm aufgenommen. In ihrer ersten Saison für die Storm war sie zunächst die Ersatzspielerin von Star-Point Guard Sue Bird. Nachdem sie insgesamt 15 Spiele für die Storm absolviert hatte, wurde ihr Vertrag am 28. Juni 2008 aufgelöst. Doch bereits am 11. September 2008 wurde sie von den Storm für die restliche Saison unter Vertrag genommen. Dadurch kam sie in den letzten beiden Spielen der regulären Saison, als auch in den Playoffs wieder für die Storm zum Einsatz. Am 7. Januar gab Brian Agler, Cheftrainer der Storm, bekannt, dass Beck in den Kader für das Trainingscamp 2009 aufgenommen wurde.